# Cánh thiệp đầu xuân
"Cánh thiệp đầu xuân" là một ca khúc nhạc vàng viết về mùa xuân do hai nhạc sĩ Minh Kỳ và Lê Dinh đồng sáng tác. Đây là một trong những ca khúc xuân bất hủ và nổi tiếng từ thập niên 1960 cho đến bây giờ.

## Hoàn cảnh sáng tác
Theo lời kể của nhạc sĩ Lê Dinh, vào buổi trưa một ngày tháng 11 năm 1963, nhạc sĩ Minh Kỳ đến nhà ông ở cư xá Chu Mạnh Trinh (Phú Nhuận) để đưa bản thảo của một bài nhạc và nhờ ông viết lời và đặt tựa giúp, nói là phải có trong ngày mai. Lê Dinh đã thức khuya để hoàn thành lời cho bài hát, và đặt tựa cho bài là Cánh thiệp đầu xuân.
Sau khi ca khúc Cánh thiệp đầu xuân được trình bày vài lần trên đài phát thanh, ông Lê Mộng Bảo, giám đốc nhà xuất bản Tinh Hoa Miền Nam đã tìm đến hai nhạc sĩ để hỏi mua bản quyền xuất bản vĩnh viễn. Bài hát sau đó đã được tái bản nhiều lần.

## Ca sĩ thể hiện
Bài hát Cánh thiệp đầu xuân được thể hiện lần đầu tiên bởi nữ ca sĩ Lệ Thanh. Trước năm 1975, ca khúc này cũng đã được thu âm và trình bày bởi nữ ca sĩ Xuân Thu (trong album Jo Marcel 21 - Xuân nhạc 1971), Thanh Thúy (Shotguns Xuân 72 - băng nhạc Nguồn sống) và Giao Linh (Nhật Trường 10: Gửi gió cho mây ngàn bay).
Sau năm 1975, ở hải ngoại, ca khúc Cánh thiệp đầu xuân đã được trình bày bởi nhiều ca sĩ nổi tiếng lúc bấy giờ như Ngọc Lan (Xuân đi lễ chùa - 1988), Ngọc Minh (Dạ vũ xuân - 1991), Tuấn Vũ (Xuân 92 - 1992), Hương Lan (Dạ vũ mừng xuân - 1994) và Như Quỳnh (Mùa xuân với quê hương - 1998). Thanh Thúy cũng đã tái hiện ca khúc này trong album Anh cho em mùa xuân được phát hành năm 1985.
Nhiều ca sĩ trong nước cũng đã trình diễn bài hát này trên sân khấu như Cẩm Ly, Phương Anh, Dương Hồng Loan.

## Cấm lưu hành và được cấp phép lại
Vào tháng 3 năm 2017, Cánh thiệp đầu xuân và 4 ca khúc nhạc vàng khác là Rừng xưa (Lam Phương), Chuyện buồn ngày xuân (Lam Phương), Đừng gọi anh bằng chú (được chú thích là của Diên An, nhưng chính xác là của Anh Thy) và Con đường xưa em đi (Châu Kỳ - Hồ Đình Phương) bị Cục nghệ thuật và biểu diễn Việt Nam cấm lưu hành với lý do lời hát không đúng với bản gốc.
Theo lời của ông Bảo Thương, con trai nhạc sĩ Minh Kỳ, sau năm 1975, cũng có thời gian bài hát Cánh thiệp đầu xuân không được phép lưu hành, vì có lẽ ca khúc có đoạn “để người anh lính chiến quay về gia đình tìm vui bên lửa ấm”. Tới khi ca khúc được cấp phép trở lại, đoạn “để người anh lính chiến...” được đổi thành “để người anh yêu dấu...” để dễ được cấp phép trình diễn hơn.
Tuy nhiên, vào tháng 4 cùng năm, quyết định dừng lưu hành 5 ca khúc trên đã được thu hồi, chính thức cho phép biểu diễn trở lại.

## Những ca khúc mừng xuân khác
- Anh cho em mùa xuân, sáng tác của Nguyễn Hiền.
- Xuân và tuổi trẻ, sáng tác của La Hối.
- Xuân đã về, sáng tác của Minh Kỳ.
- Ly rượu mừng, sáng tác của Phạm Đình Chương.
- Câu chuyện đầu năm, sáng tác của Hoài An
- Tâm sự ngày xuân, sáng tác của Hoài An